# Uzumaki
Uzumaki (Nhật: うずまき n.đ. "Xoắn ốc") là loạt manga kinh dị Nhật Bản do Ito Junji viết lời và minh họa. Ban đầu nó được xuất bản theo kỳ trên tạp chí seinen manga hàng tuần Big Comic Spirits từ năm 1998 đến 1999. Kể từ từ tháng 8 năm 1998 đến tháng 9 năm 1999, các chương được Shogakukan tập hợp thành ba tập tankōbon và xuất bản. Tháng 3 năm 2000, Shogakukan phát hành ấn bản omnibus, theo sau là ấn bản omnibus thứ hai phát hành vào tháng 8 năm 2010. Tại Bắc Mỹ, Viz Media đăng theo kỳ bản dịch tiếng Anh của loạt manga trên tạp chí hàng tháng Pulp từ tháng 2 năm 2001 đến tháng 8 năm 2002. Sau đó, Viz Media xuất bản thành tập kể từ tháng 10 năm 2001 đến tháng 10 năm 2002, và được tái bản từ tháng 10 năm 2007 đến tháng 2 năm 2008. Ấn bản omnibus bìa cứng tại Bắc Mỹ được xuất bản vào tháng 10 năm 2013.
Loạt manga kể về cuộc đời của cư dân thuộc Kurouzu-cho, một thị trấn giả tưởng bị nguyền rủa bởi lời nguyền siêu nhiên dính dáng đến hình xoắn ốc. Ito nảy ra ý tưởng cho cốt truyện của Uzumaki khi ông đang cố sáng tác một câu chuyện về những người sống trong một machiya dài dằng dặc, và ông lấy cảm hứng từ hình xoắn ốc để machiya đạt được chiều dài như mong muốn. Ito tin rằng nỗi khiếp sợ mà Uzumaki tạo ra gây ấn tượng mạnh vì nó phá vỡ những biểu tượng mà truyền thông Nhật Bản dựng lên một cách vững chắc, và chủ đề về các nhân vật chính vật lộn với một thế lực bí ẩn mạnh hơn họ.
Manga được chuyển thể thành 2 trò chơi điện tử dành cho hệ máy WonderSwan và 1 phim người đóng Nhật Bản do Higunchinsky làm đạo diễn. Loạt manga nhận được đánh giá tích cực từ các nhà phê bình sử dụng ngôn ngữ Anh. Nó được đề cử cho Giải thưởng Eisner vào năm 2003, và lọt vào danh sách "10 graphic novel hàng đầu dành cho thanh thiếu niên" của Hiệp hội Dịch vụ Thư viện Thanh niên vào năm 2009.
Loạt anime truyền hình chuyển thể do Drive vẽ hoạt hình, Production I.G USA và Adult Swim đồng sản xuất đã được công bố và dự kiến khởi chiếu vào tháng 9 năm 2024 tại Hoa Kỳ vào khung giờ Toonami của Adult Swim trước Nhật Bản. Anime sẽ hoàn toàn có tông màu trắng đen.

## Cốt truyện
Các nhân vật trong Uzumaki bao gồm nữ chính Goshima Kirie (五島桐絵), học sinh cao trung và nam chính Saito Shuichi (斎藤秀一), bạn trai cô; ngoài ra còn có một số cư dân thuộc thị trấn Kurouzu (黒渦町, nghĩa đen: Thị trấn Vòng Xoáy Đen) thanh bình, nhỏ bé, nhưng bị nguyền rủa bởi những sự kiện siêu nhiên liên quan đến hình xoắn ốc.
Theo diễn biến cốt truyện, Kirie và Shuichi chứng kiến cách mà lời nguyền xoắn ốc ảnh hưởng đến cuộc sống của những người xung quanh, khiến họ trở nên ám ảnh và hoang tưởng về hình xoắn ốc. Shuichi dần trở nên xa lánh mọi người khi cả cha và mẹ cậu đều chết vì sức ép kinh khủng mà lời nguyền xoắn ốc gây ra đối với thể chất và tinh thần. Bù lại, cậu lĩnh hội được khả năng phát hiện khi nào lời nguyền xoắn ốc diễn ra, dù vậy cậu thường nhắm mắt làm ngơ cho đến khi những tác động siêu thường của lời nguyền trở nên quá rõ ràng. Sau cùng thì Kirie cũng chịu ảnh hưởng bởi lời nguyền, tóc cô bắt đầu cuộn thành hình xoắn ốc một cách không tự nhiên, hút cạn sinh lực của cô để thôi miên người dân thị trấn, và bóp nghẹt cô mỗi khi cô định cắt nó đi. Shuichi can thiệp vào, cắt đi mái tóc của Kirie để cứu cô. Lời nguyền tiếp tục hoành hành thị trấn cho đến khi một loạt cuồng phong do lời nguyền gây ra phá hủy hầu hết cấu trúc của nó. Những công trình duy nhất còn sót lại là dãy machiya cổ kính bị bỏ hoang, mà người dân bị ép buộc phải chui vào. Dãy nhà bắt đầu mở rộng khi dân cư càng lúc càng chen chúc vào đó hơn.
Khi hàng loạt trận động đất uy lực cộng thêm sự tàn phá mà đám du côn gây ra bằng cách tạo ra những cơn gió mạnh để tấn công thị trấn, Kirie và Shuichi lên kế hoạch để chuồn khỏi thị trấn Kurouzu, nhưng khi họ cố gắng để trốn thoát thì nỗ lực của họ không thành công. Sau khi quay lại thị trấn, họ nhận ra rằng đã vài năm trôi qua kể lúc họ rời đi, vì thời gian sẽ trôi nhanh hơn khi họ rời khỏi tầm ảnh hưởng của lời nguyền xoắn ốc. Những cư dân khác tiếp tục mở rộng dãy machiya cho đến khi chúng kết thành một cấu trúc đơn nhất tạo thành kiểu hình mê lộ xoắn ốc. Tuy nhiên, do tình trạng chen chúc, chật chội nên tứ chi của cư dân ở đó bị xoắn lại và cơ thể họ nối vào nhau thành hình xoắn ốc. Kirie và Shuichi quyết định tìm kiếm cha mẹ của Kirie, họ đến được trung tâm của mê lộ sau nhiều ngày đi lang thang trong nó.
Tại trung tâm, Shuichi bị một cư dân đột biến xô đẩy xuống cái hố sâu dưới lòng đất, Kirie tự mình đi xuống cầu thang xoắn ốc đồ sộ để tìm kiếm cậu ta. Cô bị rơi xuống nhưng được cứu bởi vô số thi thể hình thành từ mặt đất của thành phố cổ đại, rộng lớn gồm toàn kiểu hình xoắn ốc sắp xếp theo nhiều cách khác nhau. Trong lúc Kirie tìm kiếm Shuichi, cô phát hiện ra cha mẹ mình bị xoắn lại và hóa đá, trông giống như những bức tượng đá, nhiều cư dân khác của thị trấn Kurouzu mà cô từng gặp cũng chịu số phận tương tự. Sau đó, cô nghe thấy Shuichi gọi cô nên chạy đến chỗ của cậu. Cả hai đều bị choáng ngợp bởi những hình xoắn ốc cổ xưa bao quanh họ và Shuichi chỉ ra rằng dường như tàn tích xoắn ốc có ý chí riêng. Nhận thấy rằng cư dân hóa đá của thị trấn Kurouzu đều đang hướng mặt về thành phố xoắn ốc, Shuichi đưa ra giả thuyết rằng đây là nguồn gốc của lời nguyền. Thành phố tự mở rộng theo chu kỳ của nó và nguyền rủa vùng đất phía trên vì ghen tị do không có ai ngó ngàng gì đến nó.
Shuichi thúc Kirie rời đi mà không cần cậu đi theo, vì cậu không thể đi được nữa, và lời nguyền cũng sắp kết thúc. Tuy nhiên, cô trả lời rằng cô không đủ mạnh mẽ để có thể bỏ cậu mà đi và thay vào đó muốn ở lại với cậu. Hai người họ ôm lấy nhau, cơ thể của họ xoắn xuýt và đan xen vào nhau. Điều này chứng tỏ rằng họ đã chấp nhận chịu đựng lời nguyền kéo dài bất tận. Cùng lúc đó, một tháp đá hình mũi khoan nhô ra khỏi thị trấn, xuyên thủng bề mặt, tạo thành trọng tâm của thị trấn bỏ hoang. Khi Shuichi và Kirie nằm cùng nhau, Kirie chỉ ra rằng lời nguyền kết thúc tại nơi nó bắt đầu. Lời nguyền xoắn ốc là vĩnh cửu, và sự kiện này có thể tái diễn trong tương lai nếu có một thị trấn nào đó được xây dựng lại tại nơi này.

## Nhân vật
Goshima Kirie
Lồng tiếng bởi: Satake Uki
Saito Shuichi
Lồng tiếng bởi: Miki Shin-ichiro
Bố của Kirie
Lồng tiếng bởi: Furukawa Toshio
Bố của Shuichi
Lồng tiếng bởi: Takashi Matsuyama
Saito Yukie
Lồng tiếng bởi: Doi Mika
Kurotani Azami
Lồng tiếng bởi: Ise Mariya
Katayama
Lồng tiếng bởi: Matsuzaki Katsutoshi
Okada
Lồng tiếng bởi: Hatano Wataru
Tsumura
Lồng tiếng bởi: Tachibana Tatsumaru
Yokota
Lồng tiếng bởi: Tōchika Kōichi
Shiho
Lồng tiếng bởi: Fukushima Ami

## Phát triển

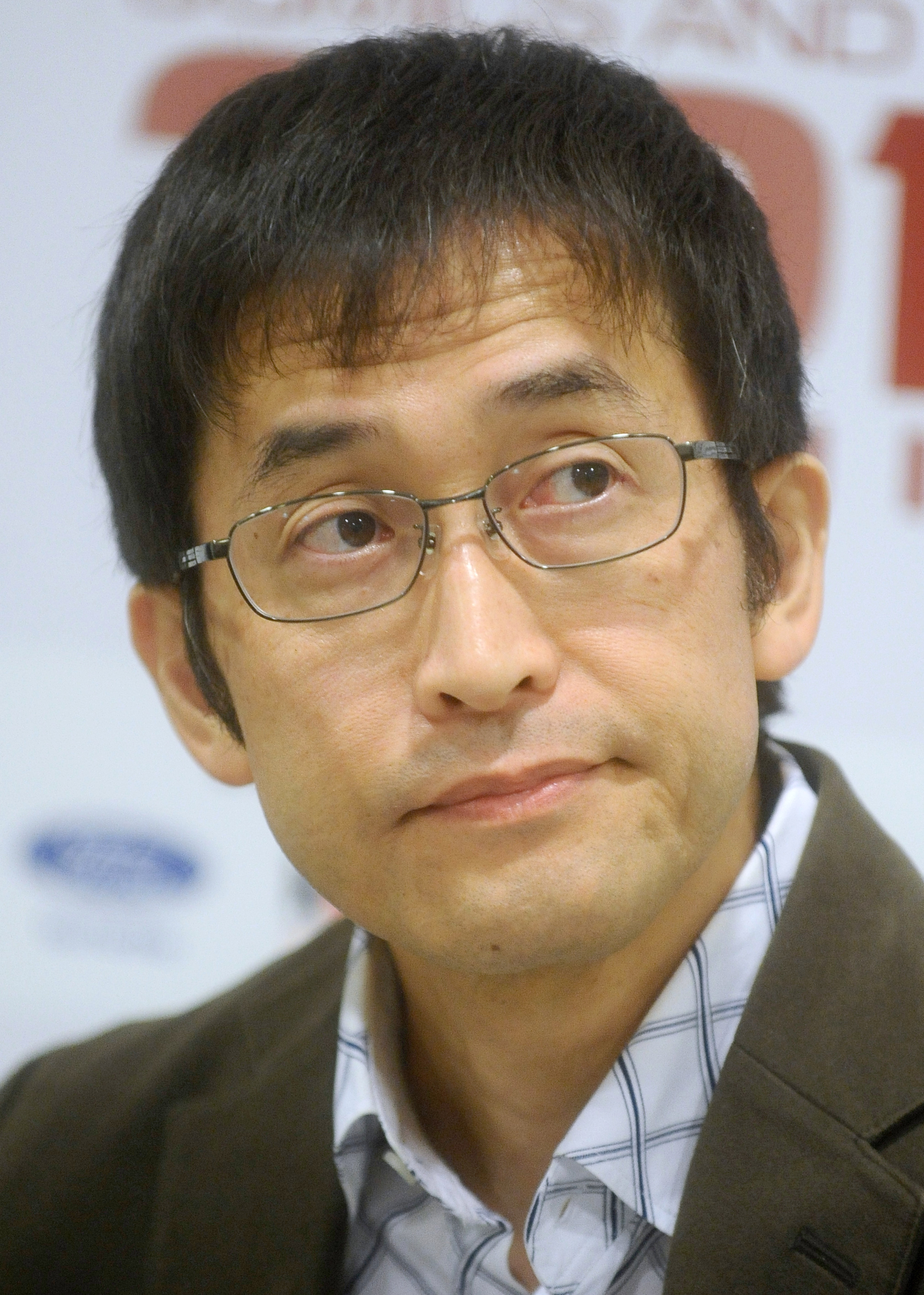
Ito Junji, tác giả của loạt manga Uzumaki

Uzumaki được Ito Junji viết lời và minh họa. Mong muốn ban đầu của Ito Junji là tạo ra một câu chuyện về những thay đổi kỳ lạ sẽ xảy ra với những người sống trong một machiya truyền thống ở Nhật Bản. Câu chuyện này dựa trên kinh nghiệm cá nhân của Ito khi ông từng sống trong một ngôi nhà kiểu như vậy lúc còn bé. Trong quá trình tìm cách để vẽ một công trình kiến trúc dài như vậy, Ito đã lấy cảm hứng từ hình dạng của một nhang đuổi muỗi và quyết định rằng ông có thể tạo ra một công trình dài như thế bằng cách thiết nó theo kiểu hình xoắn ốc. Ito chỉ ra rằng hình xoắn ốc là một "mẫu hình bí ẩn" và mô tả việc viết kịch bản cho Uzumaki là nỗ lực khám phá những bí mật của hình xoắn ốc. Ito tìm kiếm cảm hứng bằng các phương pháp như nhìn chằm chằm vào hình xoắn ốc, nghiên cứu xoắn ốc, tạo ra những mẫu hình xoắn ốc bằng cách rút van xả nước ra khỏi bồn tắm, ăn những món có hoa văn xoắn ốc và nuôi ốc. Năm 2006, khi hồi tưởng lại loạt manga, Ito tâm sự rằng đến giờ ông vẫn không chắc hình xoắn ốc đại diện cho điều gì, nhưng ông nghĩ rằng nó tượng trưng cho sự vô tận.
Uzumaki chịu ảnh hưởng từ những hình tượng tốt đẹp của hình xoắn ốc trên phương tiện truyền thông. Điều này đã truyền cảm hứng cho Ito lật đổ chúng để tạo ra nỗi kinh hoàng, ông nói rằng: "Thông thường thì mẫu hình xoắn ốc được vẽ trên má của nhân vật trong hoạt hình hài Nhật Bản để gợi cảm giác ấm áp. Tuy nhiên, tôi nghĩ rằng nó có thể sử dụng trong tác phẩm kinh dị nếu tôi vẽ nó theo một cách khác." Trong câu chuyện, việc tóc của Kirie bị dính lời nguyền xoắn ốc phản ánh một chủ đề lặp đi lặp lại trong tác phẩm của Ito, đó là tóc của nhân vật nữ có sự sống của riêng nó. Ito sử dụng hình ảnh này bởi vì nó rất kinh dị do mối liên hệ của nó với lý tưởng nữ tính ở Nhật Bản (Yamato nadeshiko), cũng như những chuyển động đáng kinh sợ của mái tóc dài, mà theo ông mô tả là giống như con rắn. Ito cũng ghi nhận rằng nhà văn kinh dị H. P. Lovecraft là một trong những nguồn cảm hứng của ông khi tạo ra Uzumaki, nói rằng sự phát triển dần dần của lời nguyền xoắn ốc là phỏng theo phong cách kể chuyện của Lovecraft và "chủ nghĩa biểu hiện của Lovecraft ảnh hưởng đến phong cách sáng tạo của tôi."

## Xuất bản
Manga xuất phát điểm là một series trên tạp chí manga hàng tuần Big Comic Spirits từ năm 1998 đến 1999. Shogakukan biên soạn các chương thành ba tập tankōbon và xuất bản chúng từ tháng 8 năm 1998 đến tháng 9 năm 1999. Để chào mừng việc phát hành phim người đóng, loạt manga được phát hành trong một tập omnibus vào tháng 3 năm 2000, với một chương "thất lạc" bổ sung. Shogakukan phát hành một phiên bản omnibus khác vào ngày 30 tháng 8 năm 2010, với cùng nội dung và bình luận bổ sung từ Sato Masaru.
Ở Bắc Mỹ, Viz Media đăng bản dịch tiếng Anh của loạt manga trên tạp chí hàng tháng Pulp từ số ra tháng 2 năm 2001 đến số ra tháng 8 năm 2002. Nó được xuất bản thành từng tập kể từ tháng 10 năm 2001 đến tháng 10 năm 2002. Viz Media phát hành lại bộ truyện với bìa mới từ tháng 10 năm 2007 đến tháng 2 năm 2008, và xuất bản tập omnibus bìa cứng gồm mười hai trang màu vào ngày 13 tháng 10 năm 2013. Bộ này cũng đã được dịch sang các ngôn ngữ khác, chẳng hạn như tiếng Tây Ban Nha, tiếng Pháp, tiếng Bồ Đào Nha Brazil, tiếng Ba Lan, tiếng Thụy Điển, tiếng Quan thoại, tiếng Hàn, và tiếng Serbia.
| - 01. "The Spiral Obsession Part 1" (うずまきマニア：その1 Uzumaki mania: So no ichi, "Nỗi ám ảnh xoắn ốc phần 1") - 02. "The Spiral Obsession Part 2" (うずまきマニア：その2 Uzumaki mania: So no ni, "Nỗi ám ảnh xoắn ốc phần 2") - 03. "The Scar" (傷跡 Kizuato, "Thương tích") | - 04. "The Firing Effect" (窯変 Yōhen, "Diêu biến") - 05. "Twisted Souls" (ねじれた人びと Nejireta hitobito, "Những con người cuộn lại") - 06. "Medusa" (巻髪 Maki kami, "Tóc xoăn") - Lời bạt |

| - 07. "Jack-in-the-Box" (びっくり箱 Bikkuri-bako, "Hộp hù dọa") - 08. "The Snail" (ヒトマイマイ Hitomaimai, "Người ốc sên") - 09. "The Black Lighthouse" (黒い灯台 Kuroi tōdai, "Ngọn hải đăng đen") | - 10. "Mosquitoes" (蚊柱 Kabashira, "Bầy muỗi") - 11. "The Umbilical Cord" (臍帯 Saitai, "Nhau thai") - 12. "The Storm" (台風1号 Taifū ichi-gō, "Cơn bão số 1") - Lời bạt |

| - 13. "The House" (鬼のいる長屋 Oni no iru nagaya, "Con quỷ trong dãy nhà") - 14. "Butterflies" (蝶 Chō, "Bươm bướm") - 15. "Chaos" (混沌 Konton, "Hỗn độn") - 16. "Erosion" (続・混沌 Zoku konton, "Hỗn độn tiếp diễn") | - 17. "Escape" (脱出 Dasshutsu, "Đào tẩu") - 18. "The Labyrinth" (迷路 Meiro, "Mê lộ") - 19. "Completion" (遺跡 Iseki, "Di tích") - Lost chapter: "Galaxies" (銀河 Ginga, "Ngân hà") - Lời bạt |

Ghi chú
1. ↑  Tiêu đề bên trái là tên gọi trong bản phát hành tiếng Anh.
2. ↑  Chương này ban đầu không được tập hợp trong bản phát hành tiếng Nhật nhưng xuất hiện trong ấn bản omnibus tiếp theo. Ở Bắc Mỹ, chương này xuất hiện trong tập 3.

## Phương tiện truyền thông liên quan

### Trò chơi điện tử
Hai trò chơi điện tử được Omega Micott phát triển và phát hành cho hệ máy WonderSwan của Bandai. Đầu tiên là visual novel Uzumaki: Denshi Kaiki Hen (うずまき 〜電視怪奇篇〜) phát hành vào ngày 3 tháng 2 năm 2000, kể lại những sự kiện xảy ra trong manga. Diễn viên đóng vai Goshima Kirie là Hatsune Eriko có màn xuất hiện đặc biệt trong visual novel này. Trò chơi thứ hai có tên Uzumaki: Noroi Simulation (うずまき 〜呪いシミュレーション〜) phát hành vào ngày 4 tháng 3 năm 2000, là một trò chơi mô phỏng. Người chơi được Uzumaki Sennin (うずまき仙人 Tiên nhân Xoắn ốc) giao nhiệm vụ truyền bá lời nguyền xoắn ốc. Mục tiêu của người chơi là truyền bá lời nguyền khắp thị trấn và tìm những vật thể ẩn giấu để có thêm "Sức mạnh xoắn ốc". Tựa game cũng bao gồm một minigame xoay quanh giống người lai ốc sên.

### Phim người đóng
Năm 2000, bản chuyển thể phim người đóng của Uzumaki được phát hành tại Nhật Bản. Bộ phim được Higunchinsky đạo diễn, có sự góp mặt của diễn viên Hatsune Eriko trong vai Goshima Kirie, Shin Eun-kyung trong vai Maruyama Chie, Fan Fhi trong vai Saito Shuichi, Takahashi Keiko trong vai Saito Yukie, Osugi Ren trong vai Saito Toshio và Saeki Hinako trong vai Seito Kyoko. Phim bao gồm 4 phần, và do nó được sản xuất trước khi manga kết thúc nên phần kết có khác biệt so với manga.

### Anime
Tại Crunchyroll Expo 2019, một bộ anime truyền hình dài tập 4 tập được công bố. Bộ phim được vẽ hoạt hình bởi Drive, đồng sản xuất bởi Production I.G USA và chi nhánh nội bộ của Adult Swim là Williams Street. Đạo diễn của bộ anime là Nagahama Hiroshi, cùng với người soạn nhạc là Colin Stetson. Anime dự định phát sóng vào năm 2020 vào khung giờ Toonami của Adult Swim trước khi ra mắt tại Nhật Bản. Đây là lần thứ tư mà Cartoon Network, với tư cách là toàn bộ mạng lưới, trực tiếp tham gia sản xuất một bộ anime Nhật Bản. Trước đó, Cartoon Network từng hỗ trợ sản xuất hoạt hình cho những bộ anime như The Big O, IGPX và FLCL. Giám đốc sáng tạo Jason DeMarco tuyên bố rằng kể từ ngày 25 tháng 3 năm 2020, việc sản xuất vẫn đang được tiến hành và đại dịch COVID-19 lúc bấy giờ không ảnh hưởng gì đến việc sản xuất. Trong một cuộc phỏng vấn gần nhất với Ito, ông nói về Nagahama Hiroshi một cách tôn trọng và khen ngợi tài năng của vị đạo diễn. Ito cũng nói rằng việc trung thành với nguyên tác manga khiến ông "khá hạnh phúc". Tác giả xác nhận rằng kịch bản của bộ anime đã hoàn thành kể từ lúc ông đến kiểm tra. Ông nói rằng "Bốn tập phim ngắn hơn nhiều so với manga gốc. Họ đã làm tốt công việc biên soạn lại loạt anime. Lấy ví dụ, một người nào đó chết sớm, sẽ đóng một vai trò quan trọng sau này. Họ đã làm xuất sắc công việc khi cùng nhau tạo ra những thứ như thế. Nhà biên kịch là một người rất tài năng."
Ngày 10 tháng 6 năm 2020, tài khoản Twitter chính thức của anime giới thiệu một số bức vẽ của kịch bản phân cảnh. Ngày 22 tháng 7 năm 2020, Twitter chính thức công bố dàn diễn viên lồng tiếng Nhật. Ngày 26 tháng 7 năm 2020, Adult Swim phát lại đoạn teaser trailer từng công chiếu tại Adult Swim Con và trình ra bài phỏng vấn với đạo diễn loạt anime là Nagahama. Thêm vào đó, còn có tin xác nhận rằng loạt anime phải lùi lịch công chiếu đi một năm so với dự kiến là sẽ ra mắt vào năm 2020 như kế hoạch. Ngày 29 tháng 7 năm 2020, dàn diễn viên lồng tiếng Nhật chính thức bắt đầu thu âm. Đoạn teaser trailer thứ hai được đăng vào ngày 15 tháng 6 năm 2021, với bình luận từ đạo diễn Nagahama Hiroshi mô tả rằng đại dịch COVID-19 đã buộc ê kíp phải "tái cấu trúc" kế hoạch của họ cho bộ anime lại từ đầu. Đoạn teaser cũng xác nhận rằng anime sẽ bị hoãn một lần nữa cho đến tháng 10 năm 2022. Cuối cùng ngày phát hành chính thức được hé lộ là 28 tháng 9 năm 2024.

## Đón nhận
Uzumaki được đề cử cho Giải thưởng Eisner ở hạng mục "Ấn bản quốc tế hay nhất tại Hoa Kỳ" vào năm 2003. Năm 2009, Hiệp hội Dịch vụ Thư viện Thanh niên liệt tập 1 vào danh sách "10 graphic novel hàng đầu dành cho thanh thiếu niên". Manga cũng lọt vào danh sách 53 "graphic novel tuyệt vời dành cho thanh thiếu niên". Ấn bản Deluxe do Viz Media phát hành xếp hạng 172 trong top 300 graphic novel của Diamond vào tháng 10 năm 2013 với tổng số 784 bản được bán ra. IGN xếp Uzumaki ở vị trí thứ 2 trong danh sách "Top 10 Manga Kinh dị/Giật gân". Deb Aoki của About.com xếp Uzumaki vào danh sách manga kinh dị do bà đề xuất, mô tả rằng nó là tác phẩm kinh điển của thể loại. Uzumaki xuất hiện trong tác phẩm năm 2011 có tựa đề 1001 Comics You Must Read Before You Die (1001 quyển truyện tranh mà bạn phải đọc trước khi chết), và người đánh giá viết rằng nó gợi nhớ đến những tác phẩm của H.P. Lovecraft. Tạp chí MyM khen ngợi manga, gọi nó là "một trong những manga đáng sợ nhất ngày nay."
Trong Manga: The Complete Guide (2007), Jason Thompson chấm Uzumaki 3,5 sao, viết rằng xét về tổng thể, manga đã thành công trong việc tạo ra "một câu chuyện tao nhã và đôi khi có chất hài kịch đen về kiểu logic y như trong mơ và thuyết hư vô." Thompson đề cập đến Uzumaki một lần nữa trong blog House of 1000 Manga, ca ngợi tính sáng tạo của nó, mà trong đó xoay quanh "một cách nhìn thực sự đầy ác mộng, theo thuyết định mệnh về thế giới". Tác giả và họa sĩ truyện tranh của Comics Alliance là Sara Horrocks cũng khen ngợi manga, nhận định rằng "Cái khiến cho Uzumaki trở thành một tác phẩm gây ấn tượng mạnh là nằm ở cơ cấu của nó cụ thể như thế nào [sic]. Nó tỉ mỉ theo cách mà một lời nguyền có thể trông như thế nào."
Đối với tập 1, Theron Martin của Anime News Network chấm cho nó điểm 'B', khen ngợi phong cách nghệ thuật và thiết kế nhân vật, bao gồm cả thiết kế bìa mới của Viz Media. Tuy nhiên, Martin nói rằng "một số chỗ tính tạo ra sự kinh dị trở nên quá phi lý đến mức phản tác dụng." Greg Hackmann của Mania chấm cho tập 1 điểm A, ca ngợi cả phong cách vẽ "được rèn dũa tốt" và khả năng của Ito trong việc nhào nặn nên một cốt truyện có tính bao quát hiệu quả từ sự kết nối lỏng lẻo của những phụ truyện (substory) trong Uzumaki. Barb Lien-Cooper của Sequential Tart chấm cho tập 1 điểm 7/10, nhận xét rằng "Nét vẽ sáng rõ và đơn giản. Nó có tác dụng duy trì [cảm giác] hoang tưởng. Sắc thái và nhịp độ cũng vừa phải. Nhìn chung, [nó là] một trong những câu chuyện kinh dị tốt hơn mà tôi đã đọc trong năm nay." Ken Haley của PopCultureShock cho tập 1 điểm 'A' và tán dương cách mà Ito sử dụng hiệu quả kinh dị thể xác, dù vậy Haley chỉ ra rằng có một số hiệu ứng của lời nguyền mang tính hài hước hơn là đáng sợ.
Đối với tập 2, Lien-Cooper của Sequential Tart chấm cho tập điểm 8/10, nói rằng "Điều khiến tôi kinh ngạc về tác phẩm của Ito Junji là bị sự đơn giản đánh lừa và cách mà nó thực hiện không chê vào đâu được." Sheena McNeil, cũng từ Sequential Tart, chấm cho tập điểm 9/10, ghi nhận hiệu ứng mới lạ của lời nguyền do Ito sáng tạo ra. Tuy nhiên, Hackmann của Mania nhận định rằng "Thật không may, sự thay đổi định dạng câu chuyện phần lớn là một thử nghiệm thất bại: với tình tiết trốn thoát nhìn tổng thể là bị đứt đoạn, một số lượng lớn các sự kiện rời rạc này bị thoái hóa đến mức xoàng xĩnh, những lễ hội kinh dị kiểu 'nhìn kìa, chuyện kỳ quặc đang xảy ra' lại thiếu sự sáng tạo bùng cháy được thể hiện trong tập Uzumaki đầu tiên."
Khi đánh giá tập 3 và cũng là tập cuối cùng, Ken Haley chấm cho nó điểm 'A', khen ngợi Ito Junji vì đã cung cấp lời giải đáp cho những câu hỏi trước đó nhưng đáp án này không phải kiểu nặng nề hay tầm thường. Lien-Cooper cho phần kết điểm 6/10, chỉ trích nó là vớ vẩn và phần bối cảnh mở rộng trong chương "Galaxies" cũng không có gì thú vị.